# 제1차 마케도니아 전쟁
제1차 마케도니아 전쟁(First Macedonian War, 기원전 214년-기원전 205년)은 마케도니아의 필리포스 5세에 대항하여 로마 공화국과 연합한(기원전 211년 이후) 아이톨리아 동맹과 페르가몬의 아탈로스 1세와 사이에 벌어진 전쟁이다. 동시에 제2차 포에니 전쟁(기원전 218년-기원전 201년)에서 카르타고를 상대하기 위함이기도 했다. 결정적인 교전은 없었고, 전쟁은 교착 상태에 빠졌다.
전쟁 중 마케도니아는 일리리아와 그리스의 일부를 장악하려했지만 성공하지 못했다. 일반적으로 동부에서의 교전으로 마케도니아가 카르타고의 장군 한니발을 돕지 못하게 한 것으로 생각되고 있다. 기원전 205년에 포이니케에서 맺어진 조약인 〈포이니케 조약〉으로 전쟁은 공식적으로 종결되었다.

## 배경
카르타고와의 전쟁으로 로마의 힘이 그쪽으로 쏠리자, 마케도니아의 필리포스 5세는 그의 힘을 서부로 확장시킬 수 있는 기회를 포착했다. 고대 그리스 역사가인 폴리비우스에 따르면 필리포스가 이 기회를 이용하기로 결정한 중요한 요인은 파로스의 통치자 데메트리우스의 영향이었다.
데메트리우스는 기원전 229년에 제1차 일리리아 전쟁이 끝난 후 일리리아 해안 대부분을 통치하게 되었다. 그러나 기원전 219년, 제2차 일리리아 전쟁 동안에 그는 로마에 의해 패배를 당하자, 필리포스에게로 달아났다.
아이톨리아와 전쟁에 엮이게 된 필리포스는 기원전 217년 6월에 트라시메노호 전투에서 한니발이 로마를 상대로 승리했다는 소식을 들었다. 필리포스는 처음에 데메트리우스에게 편지를 보냈다. 아마 왕국을 회복할 수 있는 기회라고 보았기 때문에, 데메트리우스는 즉시 젊은 왕에게 아이톨리아와 화해를 하라고 조언을 해주었고, 그의 관심을 일리리아와 이탈리아로 돌렸다. 폴리비우스는 데메트리우스의 말을 다음과 같이 인용하고 있다.
그리스는 이미 당신에게 전적으로 순종하고 있으며, 또 그렇게 될 것입니다. 진정한 애정을 가진 아카이아인들, 현재 벌어지고 있는 전쟁의 재난이 가져온 두려움을 가진 아이톨라이인 모두 말입니다. 당신의 개입으로 이탈리아는 보편적인 제국을 획득하는 첫 단계입니다. 그것에 대해 아무도 당신보다 더 나은 주장을 하지 못할 것입니다. 로마인들이 역경을 겪고 있는 지금이 행동할 순간인 것입니다.
필리포스는 쉽게 설득당했다.

## 아이톨리아 평화조약
필리포스는 아이톨리아와의 협상을 즉시 시작했다. 나우팍투스 근처의 해안에서 개최된 회담에서 필리포스는 아이톨리아의 지도자들을 만났고 평화 조약을 체결했다.

## 필리포스 함대
기원전 217년 겨울부터 216년까지 필리포스는 100척의 전함 함대를 건조하고, 병사들을 훈련시키는데 시간을 보냈다. 폴리비우스는 그것이 “이전의 마카도니아 어떤 왕도 하지 못했던 훈련”이라고 말하고 있다. 마케도니아니는 로마에 필적할 만한 함대를 만들고 유지하기엔 자원이 충분하지 못했을 것이었다. 폴리비우스는 필리포스가 “바다에서 로마와 싸울 수 있는 어떤 희망도 없다”고 말했는데, 이것은 경험과 훈련 부족을 일컫는 말이었을 것이다.
어찌되었건, 필리포스는 렘버스를 건조하는 것을 선택한다. 이 배는 당시 일리리아 인들이 사용하는 소형의 쾌속 갤리선이었다. 이 배는 1열의 노 거치대가 있고, 사공들 외에도 50명의 병사를 수송할 수 있었다. 이것만으로도 필리포스는 로마 함대를 회피할 수 있는 희망을 가질 수 있었고, 시칠리 서부의 릴리바에움에서 기지를 건설하고, 그가 의도한 대로 한니발과 선점을 할 수 있었다.

## 같이 보기
- 그리스의 군사사
- 티투스 리비우스
- 폴리비오스